# Igreja de Santa Bárbara (Fonte do Bastardo)

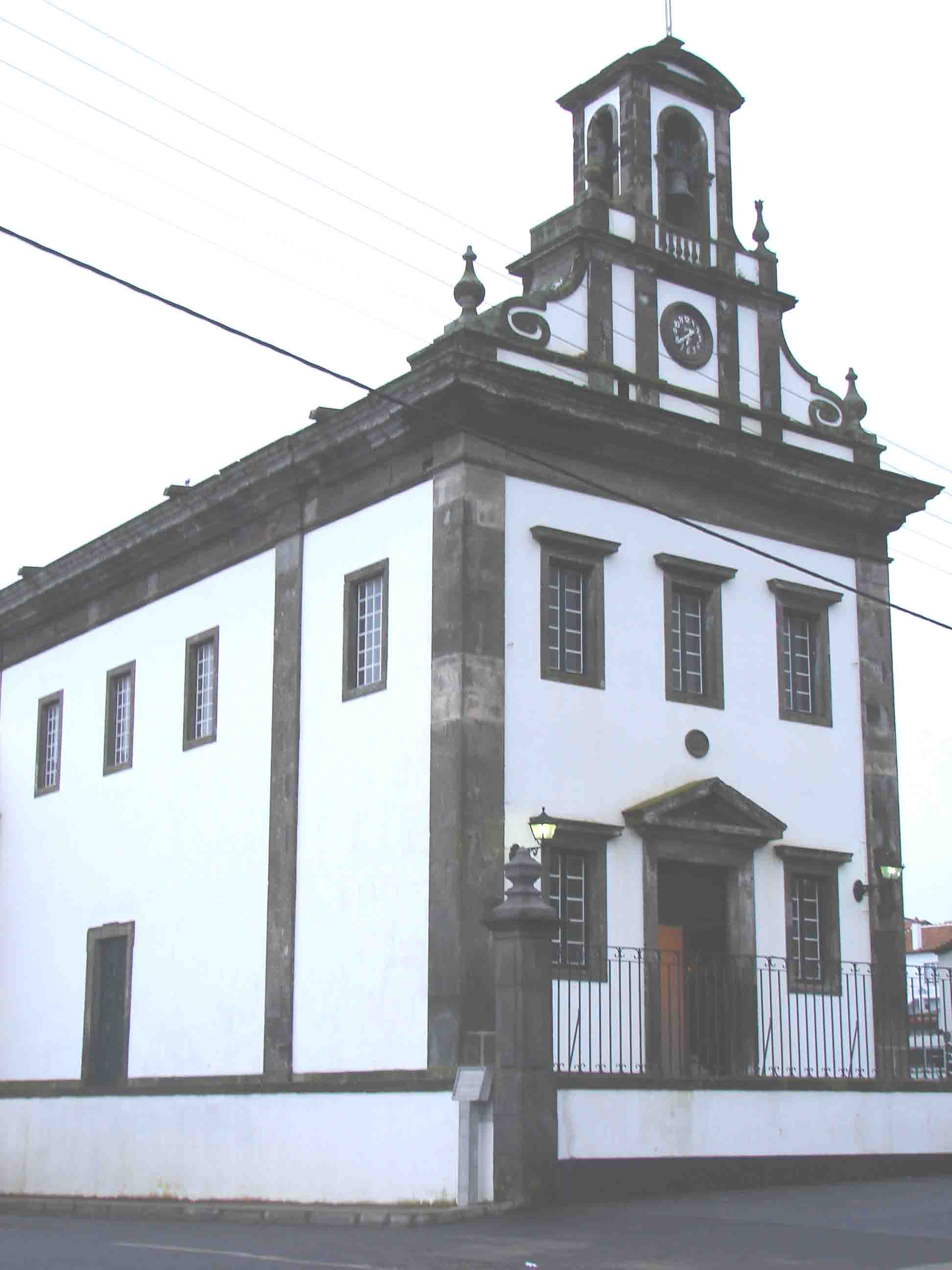
Igreja de Santa Bárbara da Fonte do Bastardo.

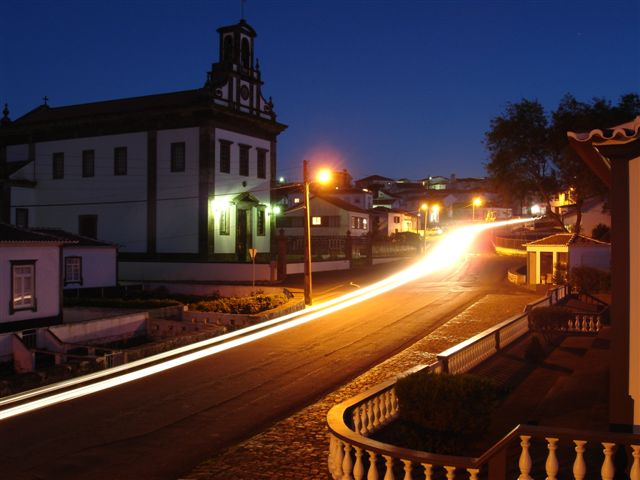
Igreja de Santa Bárbara da Fonte do Bastardo, noite.

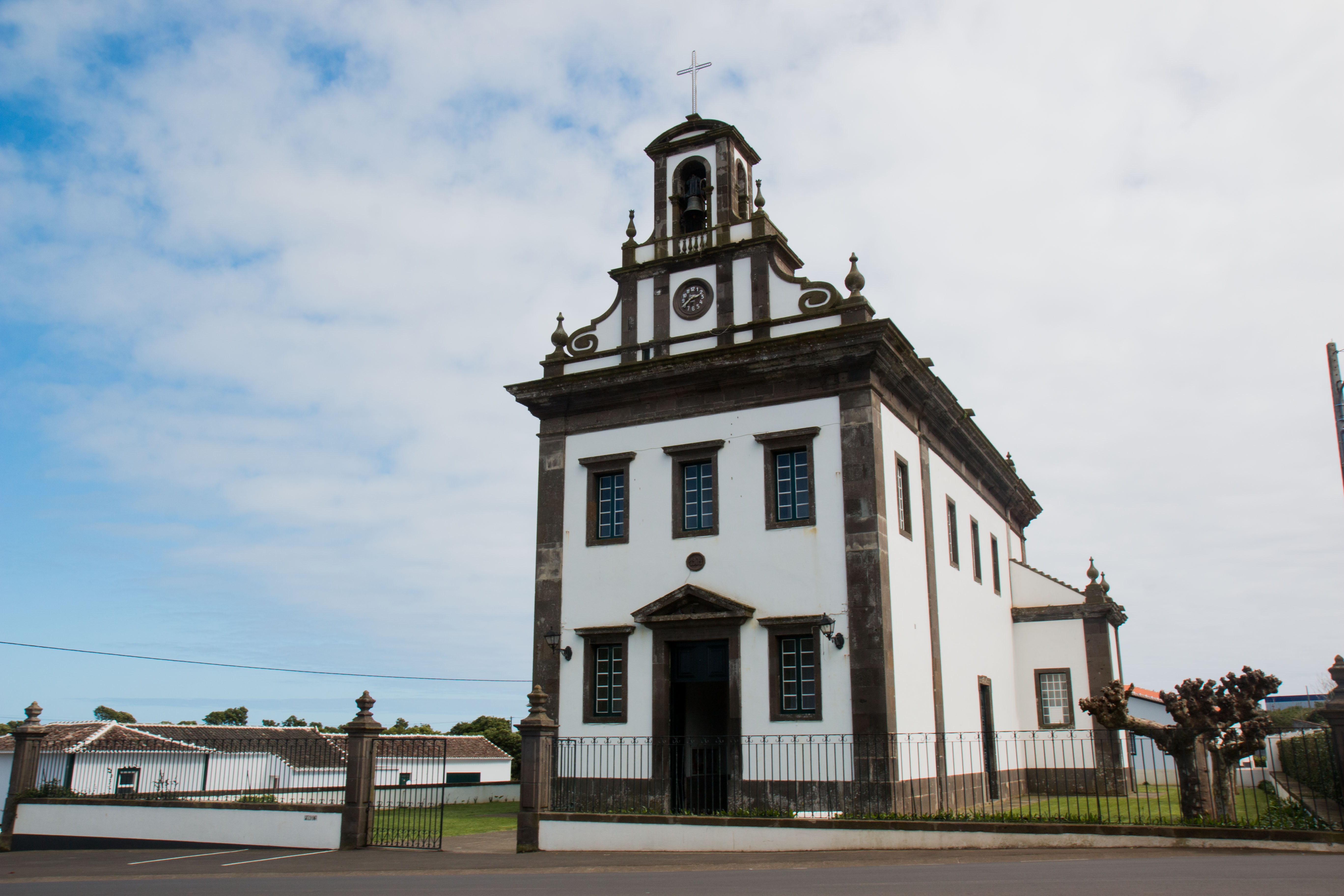
Igreja Fonte do Bastardo

A Igreja de Santa Bárbara é uma igreja portuguesa localizada na freguesia de Fonte do Bastardo concelho da Praia da Vitória e que faz parte do Inventário do Património Histórico e Religioso da Praia da Vitória e remonta ao século XX.
Trata-se de uma igreja constituída por corpo principal de forma rectangular, corpo da capela-mor igualmente rectangular mas mais pequeno e corpos anexos adossados às fachadas laterais da capela-mor e aos cantos posteriores do corpo principal.
A fachada principal desta igreja tem seis vãos, três em cada piso, sendo os vãos encimados por uma cornija, com excepção do vão central do piso térreo, correspondente à porta de entrada, que é encimado por um pequeno frontão.
As fachadas são rematadas por uma cornija de grandes dimensões. A fachada principal prolonga-se acima da cornija por um frontão delimitado por volutas e encimado, ao eixo, por uma torre sineira. Ao centro do frontão existe um medalhão circular, com a inscrição "F. B. 1904", ladeado por dois pares de pilastras.
Cada fachada lateral, tripartida por meio de pilastras, tem quatro janelas (sem cornija) ao nível superior e uma porta com a moldura recortada ao nível térreo. O edifício é rebocado e caiado, com excepção do soco, dos cunhais, das pilastras, das cornijas, das molduras e dos elementos decorativos que são em cantaria à vista.
Todos os corpos têm os cunhais encimados por pináculos. As coberturas são em telha de aba e canudo, sendo a do corpo principal e a da capela-mor de duas águas e as dos restantes corpos de uma só água. Todas têm os beirais escondidos por pequenas platibandas.
O interior é de nave única, com tecto plano e coro alto sobre a entrada. Tem uma capela lateral de cada lado da nave junto à capela-mor.
De acordo com um rol publicado pelo Bispado de Angra do Heroísmo, esta igreja ficou danificada mas com possibilidades de culto em resultado dos estragos causados pelo terramoto de 1 de Janeiro de 1980.